# Charinus fagei
Charinus fagei är en spindeldjursart som beskrevs av Peter Weygoldt 1972. Charinus fagei ingår i släktet Charinus och familjen Charinidae. Inga underarter finns listade i Catalogue of Life.